# نادين فيسر
نادين فيسر (بالهولندية: Nadine Visser)‏ هي منافسة ألعاب القوى هولندية، ولدت في 9 فبراير 1995 في هورن في هولندا.

## وصلات خارجية
- الموقع الرسمي
- نادين فيسر على موقع الاتحاد الدولي لألعاب القوى (الإنجليزية)
- نادين فيسر على موقع الاتحاد الأوروبي لألعاب القوى (الإنجليزية)
- نادين فيسر على موقع الاتحاد الملكي الهولندي لألعاب القوى (الهولندية)
- نادين فيسر على موقع الدوري الماسي (الإنجليزية)
- نادين فيسر على موقع اللجنة الأولمبية الدولية (الإنجليزية)
- نادين فيسر على موقع أوليمبيديا (الإنجليزية)
- نادين فيسر على موقع تيم أن.أل (الهولندية)